# 청파동
청파동(靑坡洞)은 서울특별시 용산구에 있는 행정동이다. 청파동은 법정동 서계동과 청파동1가, 청파동2가, 청파동3가를 관할한다. 북쪽으로는 만리동1·2가와 접해있고, 동쪽으로는 경부선 철도를 경계로 갈월동, 남영동과 접해 있으며, 남쪽으로는 원효로동을, 서쪽으로는 효창동과 접해 있다.

## 유래
청파(靑坡)라는 이름은 '푸른 언덕'이라는 뜻인데, 청파동이 연화봉(蓮花峰)이라는 푸른 야산에 위치한 데에서 유래하였다는 설과, 조선 세종 때 명인인 청파 기건이 거주하였던 데에서 유래되었다는 설이 있다.

## 역사
- 조선 초기 한성부 성저십리에 속함
- 1751년 한성부 서부 용산방 청파계가 됨
- 1914년 4월 1일 청엽정1정목, 2정목, 3정목이 됨[1]
- 1946년 일제잔재 청산에 따라 청파동1, 2, 3가로 명칭 변경
- 1947년 10월 청파1가동회, 서계동회 설치
- 1955년 4월 18일 행정동제 실시에 따라 청파1가동, 서계동으로 나뉨[2]
- 1970년 5월 18일 청파제1동으로 명칭 변경[3]
- 1975년 9월 29일 만리동1,2가 일부 지역이 서계동으로 편입[4]

## 교통
- 도로

동의 동쪽 경계를 따라 청파로가 지나며, 북쪽 경계로는 만리동 고개를 넘어가는 만리재로가 지난다. 갈월동 지하차도, 남영역 지하차도 등을 통해 경부선 철도 아래를 지나갈 수 있다.
- 대중교통

청파로 및 원효로를 지나는 버스들을 이용해 서울 각지로 이동할 수 있다. 경부선 철도가 동 경계를 따라 지나기는 하지만, 동 내에 직접 철도역이 존재하지는 않으며, 철도를 이용하기 위해서는 인근의 서울역이나 ● 수도권 전철 1호선 남영역, ● 수도권 전철 4호선 숙대입구역으로 가야 한다. 청파로 지하를 따라 인천국제공항철도가 지나가지만, 역이 설치되지는 않았다.

## 주요 시설
- 관공서
  - 청파치안센터
- 학교
  - 신광초등학교
  - 청파초등학교
  - 배문중학교
  - 선린중학교
  - 신광여자중학교
  - 배문고등학교
  - 선린인터넷고등학교
  - 신광여자고등학교
  - 숙명여자대학교

## 미디어
- KBS 《김영철의 동네 한 바퀴》 (15회, 2019. 03. 02)

## 같이 보기
- 대한민국의 행정 구역